# 新旧恋の三段返し
『新旧恋の三段返し』（Cradle Snatchers）は、ハワード・ホークス監督による1927年のアメリカ合衆国のサイレント・コメディ映画である。メアリー・ボーランド、エドナ・メイ・オリヴァー、ハンフリー・ボガートらが出演したラッセル・G・メドクラフトとノーマ・ミッチェルの1925年の舞台劇を原作としている。全7巻のフィルムのうち3巻の一部と4巻が紛失しており、残りはアメリカ議会図書館に保管されている。
1929年にリメイク版『Why Leave Home?』が公開された。

## キャスト
- ルイーズ・ファゼンダ
- エセル・ウェルス（英語版）
- ドロシー・フィリップス
- J・ファレル・マクドナルド（英語版）
- フランクリン・パングボーン
- ウィリアム・B・デヴィッドソン（英語版）
- ジョセフ・ストライカー（英語版）
- ニック・スチュアート（英語版）
- アーサー・レイク（英語版）
- ダイアン・エリス（英語版）
- サミー・コーエン（英語版）
- タイラー・ブルック（英語版）
- ヴァージニア・ブッシュマン (クレジット無し)
- サリー・アイラース（英語版） (クレジット無し)
- サリー・フィップス（英語版） (クレジット無し)